# Mistrzostwa Świata w biegu na 100 km 2003
17. Mistrzostwa Świata w biegu na 100 km 2003 – zawody lekkoatletyczne, które odbyły się 16 listopada 2003 w Tajpej, Tajwan.

## Medaliści
|                         | 1. miejsce                                                        | Rezultat | 2. miejsce                                                         | Rezultat | 3. miejsce                                                   | Rezultat |
| Mężczyźni indywidualnie | Mario Fattore                                                     | 7:04:57  | Grigorii Murzin                                                    | 7:08:21  | Michael Sommer                                               | 7:15:04  |
| Mężczyźni drużynowo     | Włochy 1. Mario Fattore · 2. Stefano Sartori · 3. Mario Ardemagni | 22:10:18 | Rosja 1. Grigorii Murzin · 2. Oleg Kharitonov · 3. Igor Tiazhkorob | 22:31:56 | Niemcy 1. Michael Sommer · 2. Thomas Miksch · 3. Jörg Hooß   | 23:35:37 |
| Kobiety indywidualnie   | Monica Casiraghi                                                  | 8:04:47  | Paola Sanna                                                        | 8:15:13  | Elke Hiebl                                                   | 8:23:06  |
| Kobiety drużynowo       | Włochy 1. Monica Casiraghi · 2. Paola Sanna · 3. Giovanna Cavalli | 25:52:06 | Niemcy 1. Elke Hiebl · 2. Tanja Hooß · 3. Anke Drescher            | 26:30:00 | Japonia 1. Akiko Sekiya · 2. Yoko Yamazawa · 3. Kazuko Kondo | 26:44:29 |

## Reprezentacja Polski

### Mężczyźni
| Miejsce | Zawodnik       | Klub             | Rezultat |
| 42.     | Andrzej Magier | LKS Zorza Gdynia | 9:05:38  |